# El pubill
Lo Pubill (El pubill, en català normatiu) és un drama en tres actes i en vers, original de Frederic Soler, estrenat al teatre Romea, el 15 d'abril de 1886.
L'acció passa en una masia de la comarca del Vallès.

## Repartiment de l'estrena
Actors de repartiment.
- Mariàngela: Concepció Pallardó
- Sebastiana: Caterina Mirambell
- Ció: Concepció Palà
- Albert: Joan Isern
- Serafí: Lleó Fontova
- Anton: Jaume Virgili
- Esteve: Iscle Soler
- Pelat: Joaquim Pinós
- Miquel: Ramon Valls
- Guim: Lluís Muns
- Pau: Josep Sadurní
- Roc: Fèlix Baró
- Parents de Mariàngela, criades, mossos